# Yaguala
El río Yaguala (Mangulile o Mirajoco) es un río en el departamento de Olancho, en el municipio de Mangulile, Honduras. El río nace en el departamento de Olancho y se extiende hasta Yoro. El río Yaguala mide 86 km de longitud y sus nacientes se encuentran a 167 m s. n. m.  Es afluente del río Aguán, que desemboca en el mar Caribe.

## Proyecto de central hidroeléctrica
Sobre el Yaguala se encuentra en construcción un proyecto ubicado en el área rural de la provincia de Yoro, norte de Honduras. Su capacidad de potencia estimada es de 63MW, que será desarrollado por la empresa hidroeléctrica Energías Limpias del Yagual.
Es el mayor proyecto privado de energía hidroeléctrica en Honduras, y consta de un embalse de 93 m de altura, con dos turbinas de eje vertical, con una capacidad de generar 60 MW.